# بخش نیاسر
بخش نیاسر از توابع شهرستان کاشان است. مرکز این بخش، شهر نیاسر است که در ۲۵ کیلومتری شهر کاشان واقع شده است.

## تقسیمات کشوری
- بخش نیاسر 
  - دهستان کوه دشت
  - دهستان نیاسر

شهر : نیاسر

## جمعیت
براساس سرشماری عمومی نفوس و مسکن در سال ۱۳۹۵، جمعیت بخش نیاسر برابر با ۱۱،۸۲۱ نفر بوده‌است.